# Xenortholitha epigrypa
Xenortholitha epigrypa là một loài bướm đêm trong họ Geometridae.